# Élection présidentielle slovaque de 2004
L’élection présidentielle slovaque de 2004 (en slovaque : Voľba prezidenta Slovenskej republiky v roku 2004) se tient les samedis 3 et 17 avril 2004, afin d'élire le président de la République slovaque pour un mandat de cinq ans.
Le premier tour, auquel moins de la moitié des Slovaques participe, voit la qualification inattendue du national-populiste Vladimír Mečiar et l'échec surprise du pro-européen Eduard Kukan, devancé d'un cheveu par l'ancien bras droit de Mečiar, Ivan Gašparovič. Ce dernier s'impose largement au second tour, avec plus de 300 000 voix d'avance, bénéficiant d'un vote de rejet de son ancien mentor.

## Contexte
Lors de l'élection présidentielle de mai 1999, la première à se tenir au suffrage universel, le maire de Košice et président du Parti de l'entente civique (sk) (SOP) Rudolf Schuster est élu au second tour avec 57 % des voix, soit une avance de 15 points sur l'ancien président du gouvernement national-populiste Vladimír Mečiar.
Le début des années 2000 est marqué par l'intégration de la Slovaquie à l'Ouest. Le pays adhère en effet à l'Organisation pour la coopération et le développement économique (OCDE) le 28 septembre 2000, puis est invité le 18 novembre 2002 à rejoindre l'Union européenne le 1er mai 2004, en même temps que neuf autres États, dont sept de l'ancien bloc soviétique. Trois jours après, c'est au tour de l'Organisation du traité de l'Atlantique nord (OTAN) de rendre publique sa volonté d'intégrer plus anciens pays du bloc de l'Est, dont la République slovaque. Lors du référendum sur l'adhésion à l'UE des 16 et 17 mai 2003, 52,15 % des inscrits se rendent aux urnes, une participation faible mais suffisante pour valider le résultat de 92,46 % de votes favorables à l'intégration européenne, un record parmi les futurs pays membres
La Slovaquie tourne également le dos au populisme et à Vladimír Mečiar. Après avoir massivement boycotté son référendum du 11 novembre 2000 visant à obtenir l'organisation d'élections législatives anticipées, les Slovaques donnent une majorité absolue au centre droit pro-européen lors des législatives d'octobre 2002 : si le Mouvement pour une Slovaquie démocratique (HZDS) de Mečiar est de nouveau en tête, il ne peut gouverner seul, tandis que Smer, parti populiste de gauche de Robert Fico, se contente d'une inattendue troisième place. À l'inverse, l'Union démocratique et chrétienne slovaque (SDKÚ) du président du gouvernement Mikuláš Dzurinda, pourtant impopulaire, peut compter sur le soutien du Parti de la coalition hongroise (SMK-MKP), du Mouvement chrétien-démocrate (KDH) et de l'Alliance du nouveau citoyen (ANO) pour constituer une coalition majoritaire.

## Mode de scrutin
Le président de la République (Prezident Slovenskej republiky) est le chef de l'État de la Slovaquie. Il est élu pour un mandat de cinq ans.
L'élection se tient au suffrage universel direct et au scrutin uninominal majoritaire à deux tours. Le candidat qui remporte la majorité absolue des suffrages exprimés au premier tour est proclamé élu. Si aucun candidat n'atteint ce résultat, les deux candidats ayant remporté le plus de voix sont qualifiés pour le second tour, qui se tient deux semaines plus tard. Le candidat qui remporte le plus de voix est proclamé élu.

## Résultats
| Candidat                 | Candidat                 | Parti                    | Premier tour | Premier tour | Second tour | Second tour |
| Candidat                 | Candidat                 | Parti                    | Voix         | %            | Voix        | %           |
| ------------------------ | ------------------------ | ------------------------ | ------------ | ------------ | ----------- | ----------- |
|                          | Vladimír Mečiar          | ĽS-HZDS                  | 650 242      | 32,73        | 722 368     | 40,09       |
|                          | Ivan Gašparovič          | HZD                      | 442 564      | 22,28        | 1 079 592   | 59,91       |
|                          | Eduard Kukan             | SDKÚ                     | 438 920      | 22,09        |             |             |
|                          | Rudolf Schuster          | Indépendant              | 147 549      | 7,42         |             |             |
|                          | František Mikloško (sk)  | KDH                      | 129 414      | 6,51         |             |             |
|                          | Martin Bútora            | Indépendant              | 129 387      | 6,51         |             |             |
|                          | Ján Králik (sk)          | SDĽ                      | 15 873       | 0,79         |             |             |
|                          | Jozef Kalman (sk)        | ĽB (sk)                  | 10 221       | 0,51         |             |             |
|                          | Július Kubík (sk)        | Indépendant              | 7 734        | 0,38         |             |             |
|                          | Jozef Šesták (sk)        | Indépendant              | 6 785        | 0,34         |             |             |
|                          | Stanislav Bernát (sk)    | Indépendant              | 5 719        | 0,28         |             |             |
|                          | Ľubomír Roman (sk)       | ANO                      | 1 806        | 0,09         |             |             |
|                          |                          |                          |              |              |             |             |
| Votes valides            | Votes valides            | Votes valides            | 1 986 214    | 98,53        | 1 801 960   | 98,56       |
| Votes blancs et nuls     | Votes blancs et nuls     | Votes blancs et nuls     | 29 675       | 1,47         | 26 347      | 1,44        |
| Total                    | Total                    | Total                    | 2 015 889    | 100          | 1 828 307   | 100         |
| Abstention               | Abstention               | Abstention               | 2 189 010    | 52,06        | 2 374 290   | 56,50       |
| Inscrits / participation | Inscrits / participation | Inscrits / participation | 4 204 899    | 47,94        | 4 202 597   | 43,50       |

Représentation des résultats du second tour :
| Ivan Gašparovič (59,91 %) |  |  | Vladimír Mečiar (40,09 %) |
| ▲                         |  |  |                           |
| Majorité absolue          |  |  |                           |

## Analyse
Au soir du premier tour, l'ancien président du gouvernement national-populiste Vladimír Mečiar arrive en tête de façon totalement inattendue, profitant d'un électorat particulièrement mobilisé dans un contexte de faible participation, moins d'un Slovaque sur deux s'étant rendu aux urnes. Favori des sondages et soutenu par le chef de l'exécutif Mikuláš Dzurinda, le ministre des Affaires étrangères Eduard Kukan est éliminé du second tour, victime selon Le Monde de l'impopularité des « réformes ultralibérales » mises en place par Dzurinda. Il est devancé de 3 600 voix par l'eurosceptique Ivan Gašparovič, ancien bras droit de Mečiar entré en dissidence et bénéficiant du soutien de Robert Fico, dirigeant du parti Smer et personnalité politique préférée du pays.
Gašparovič s'impose au second tour avec 18 points d'avance sur Mečiar. Cette large victoire est rendue possible par une mobilisation meilleure qu'attendue « bien que la participation soit de nouveau en recul » grâce à un réflexe « anti-Mečiar ».